# NGC 1038
NGC 1038 este o galaxie lenticulară situată în constelația Balena. A fost descoperită în 17 octombrie 1885 de către Lewis A. Swift.